# Tolpa štirih
Tolpa štirih je bila maoistična politična frakcija, sestavljena iz štirih uradnikov Komunistične partije Kitajske (KPK). Nastali so med kulturno revolucijo (1966–1976), kasneje pa so bili spoznani za krive številnih kaznivih dejanj. Vodilna osebnost tolpe je bila Džang Čing (zadnja žena kitajskega diktatorja Maa Cetunga). Drugi člani so bili Džang Čunčjao, Jao Venjuan in Vang Hongven.
Tolpa štirih je nadzorovala organe moči KPK v poznejših fazah kulturne revolucije, čeprav ostaja nejasno, katere pomembne odločitve je sprejel Mao Cetung in jih je izvedla tolpa in kateri so bili lastni načrti Tolpe štirih. Sam Mao je Tolpo štiri močno podpiral.
Tolpa štirih je bila skupaj z generalom Lin Biao, ki je umrl leta 1971, označena za dve glavni »protirevolucionarni sili« kulturne revolucije, ki ju je kitajska vlada uradno obtožila za najhujše ekscese družbenega kaosa, ki je nastal v desetih letih pretresnih dogodkov kulturne revolucije. Njihov propad 6. oktobra 1976, le mesec dni po Maovi smrti, je povzročil velike proslave na ulicah Pekinga in zaznamoval konec turbulentne politične dobe na Kitajskem.
Njihov padec ni pomenil zavrnitve kulturne revolucije kot take, ampak so jo organizirali novi voditelj, premier Hua Guofeng in drugi, ki so v tistem obdobju prišli na oblast. Pomembno zavračanje celotnega procesa sprememb je prišlo pozneje, z reformami Denga Šjaopinga na 11. nacionalnem kongresu kitajske komunistične stranke in Huajevo postopno izgubo avtoritete.
Po aretaciji Tolpe štirih oktobra 1976 so njene člane pripeljali na sodišče, kjer so jim sodili zaradi njihovih zločinov proti človeštvu. Maova žena Džang Čing in Džang Čunčjao sta bila na sojenju sprva obsojena na smrtno kazen, vendar je bila njuna kazen pozneje spremenjena v dosmrtno ječo. Yao Wenyun in Wag Hongwen pa sta bila obsojena na dvajset let zaporne kazni. Po njuni odsluženi kazni jima je bilo trajno prepovedano delovati v kitajski politiki.   